# José Castelo Pacheco
José Castelo Pacheco, španski vohun, * 1910, Salamanca, † pred 1982.
Leta 1936 ga je rekrutiral Leonid Aleksandrovič Eitingon za NKVD. Med špansko državljansko vojno je bil odgovoren za NKVD krematorij v Španiji.